# César Povolny
César Povolny (ur. 19 lipca 1914 w Recklinghausen we Niemczech jako Czeslaw Povolny również nazywany Martin Povolny zm. ?) francuski piłkarz polskiego pochodzenia. Został powołany na mistrzostwa świata w 1938 roku, ale nie tylko nie zagrał na nich żadnego meczu, ale również nie figuruje w zbiorach FFF jako reprezentant Francji.